# 董微
董微（1908年2月20日—1998年11月12日），字尚微。安東孤山人。民國37年（1948年）在安東省選區當選第一屆立法委員

## 生平[1][2][3]
- 遼寧東北大學肄業
- 法國巴黎大學法科經濟系畢業
- 上海《申報》編輯
- 上海法學院萬縣分院教授
- 中國工業合作協會萬縣事務所主任
- 國民大會代表及立法院立法委員遼寧省選舉事務所選舉委員會委員
- 第一屆立法委員
- 中國青年黨中央常務委員
- 中國青年黨臺北市黨部主任委員
- 中國青年黨副主席